# 歐維爾吉他
歐維爾吉他，（英文：Orville），為Gibson Epiphone於1988年與山野樂器在日本成立的電吉他廠牌。

## 歷史
1970年代，當時Gibson生產吉他價格偏高，使日本樂手將目光轉向當時的新興平價樂器，比如Ibanez、Tokai等樂器製造商，因此Gibson於日本成立Epiphone Japan廠，試圖打入日本市場，當時生產行銷由Aria代理。
1983年，Aria與Gibson Epiphone合約到期，Gibson將Epiphone吉他產線轉往韓國。
1987年，山野樂器取得Epiphone日本經銷權並開始生產。
1988年，山野樂器決定擴大Epiphone產線，但Gibson與山野樂器決定不再以Epiphone做為新產線之品牌名稱，改以Gibson創辦人歐維爾·吉普森的名子命名，其品牌又分為Orville by Gibson以及Orville，其差異在於Orville by Gibson是擁有美國Gibson原廠技術授權，吉他品質媲美總公司Gibson；而Orville品牌之品質等同於當時的Epiphone日本廠。
1992年至1993年間，Orville by Gibson產線停產，改以生產Reissue系列吉他，並且授權寺田樂器與富士弦樂器代工。
1998年，Gibson關閉Orville產線，歐維爾吉他正式退出樂器製造業。